# Dorfkirche Groß Ziescht

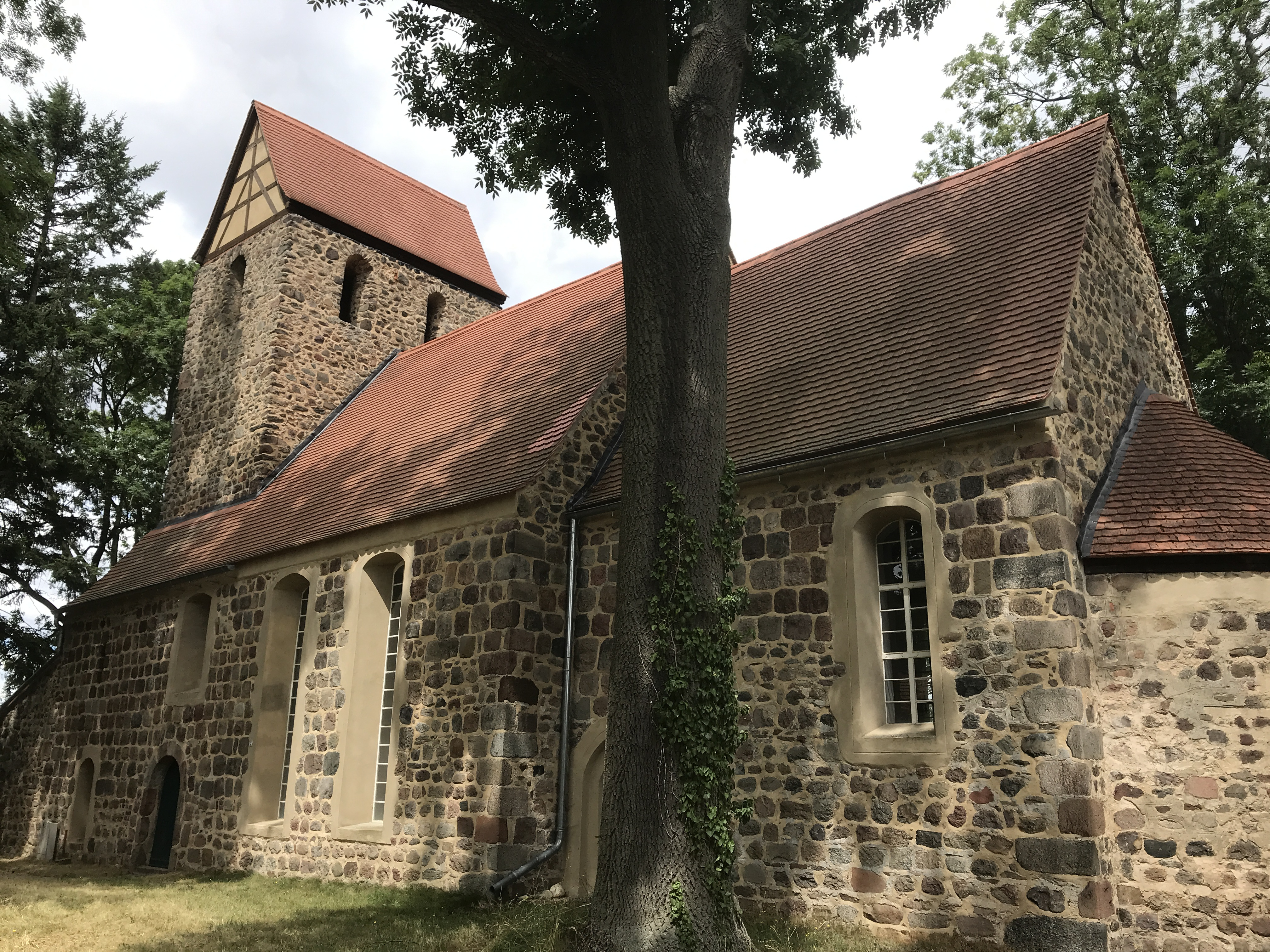
Dorfkirche Groß Ziescht

Die evangelische Dorfkirche Groß Ziescht ist eine spätromanische Feldsteinkirche aus dem 13. Jahrhundert in Groß Ziescht, einem Ortsteil der Stadt Baruth/Mark im Landkreis Teltow-Fläming im Land Brandenburg. Die Kirchengemeinde gehört zum Kirchenkreis Zossen-Fläming der Evangelischen Kirche Berlin-Brandenburg-schlesische Oberlausitz.

## Lage
Die Groß Zieschter Dorfstraße umspannt ellipsenförmig in West-Ost-Richtung den historischen Dorfanger. Im östlichen Bereich steht das Bauwerk auf einem Grundstück, das mit einer Mauer aus unbehauenen und nicht lagig geschichteten Feldsteinen eingefriedet ist. Im Umfeld der Kirche finden sich zahlreiche große und alte Laubbäume.

## Geschichte
Der Sakralbau entstand in der ersten Hälfte des 13. Jahrhunderts. Die Kirchweihe erfolgte vermutlich im Jahr 1229. 1529 fand dort die erste Kirchen- und Schulvisitation im Beisein von Martin Luther statt. Bei einem Brand im Dorf im 16. Jahrhundert wurde auch das Bauwerk ein Opfer der Flammen. Weitere Zerstörungen erfolgten im Dreißigjährigen Krieg, als schwedische Truppen in dem Bauwerk ihr Lager aufschlugen. Im 18. Jahrhundert vergrößerte die Kirchengemeinde zahlreiche Fenster, ließ eine Empore einbauen und tauschte das Gestühl aus. 1955 erfolgte eine erste Restaurierung. Von 2009 bis 2010 wurde das Bauwerk umfassend saniert.

## Baubeschreibung

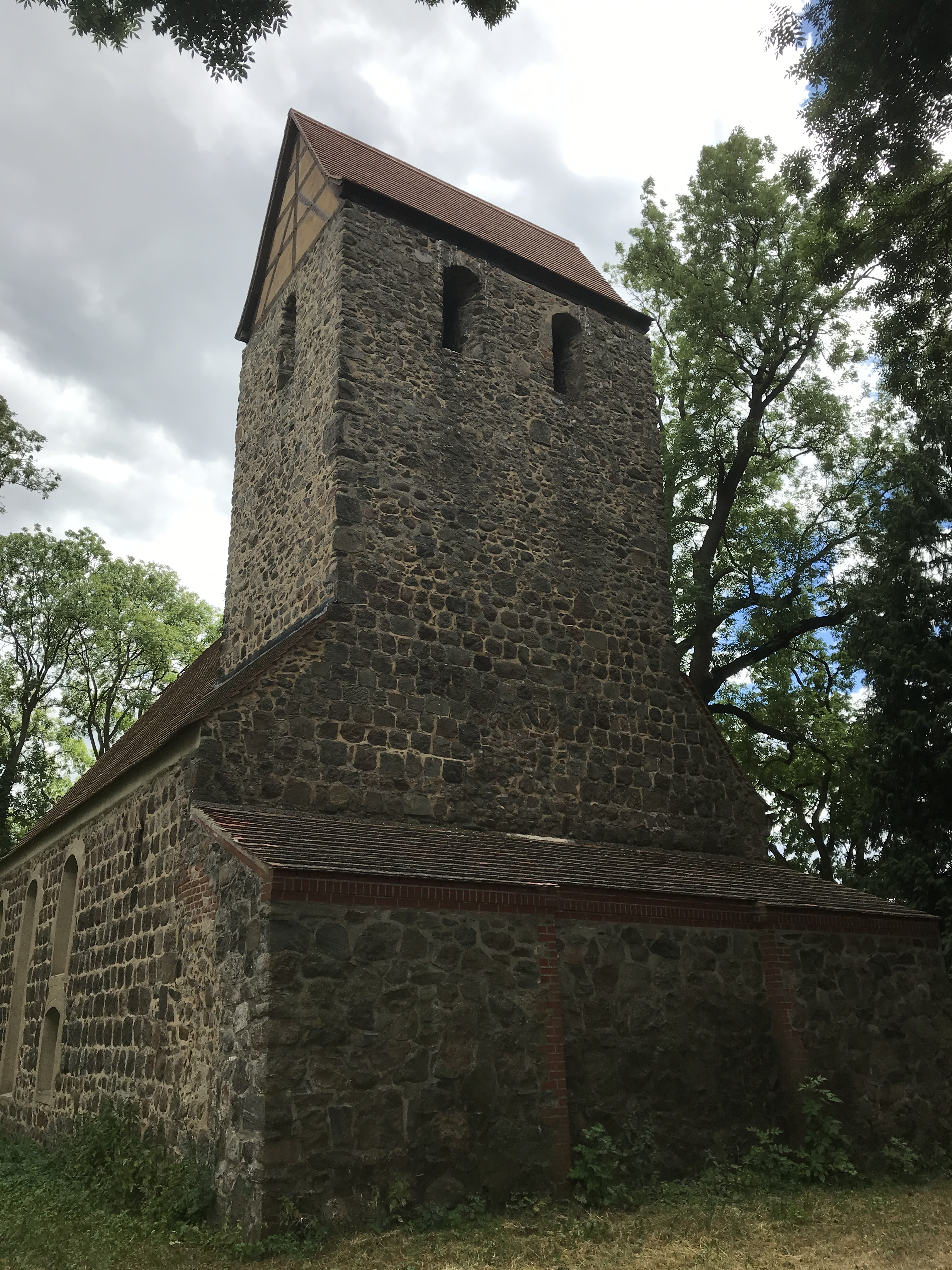
Westturm

Das Bauwerk wurde im Wesentlichen aus Feldsteinen errichtet, die teilweise behauen und streckenweise lagig geschichtet wurden. Damit entstand eine Vollständige Anlage. Die Apsis ist stark eingezogen und halbrund. Die Feldsteine wurden im unteren Bereich wenig behauen und bis in das untere Drittel lagig geschichtet. Darüber sind drei Rundbogenfenster mit verputzten Gewänden. Seitlich sind Ausbesserungsarbeiten mit Feldsteinen und rötlichem Mauerstein erkennbar. Die Fenster dürften dennoch in Lage und Größe dem Erscheinungsbild aus der Bauzeit entsprechen. Darüber ist ein mit Biberschwanz gedecktes Kegeldach.
Der Chor hat einen rechteckigen Grundriss. Die Ostwand ist geschlossen, einige Ecksteine sind sorgfältig behauen. Darüber erstreckt sich der Giebel, der aus unbehauenen und teilweise lagig geschichteten Feldsteinen entstand. Mittig in Höhe des Dachfirsts ist eine kreuzförmige Öffnung. An der Nordseite sind zwei große Rundbogenfenster, ebenso an der Südseite. Dort ist zusätzlich noch am Übergang zum Kirchenschiff eine spitzbogenförmige Priesterpforte mit einem zweifach getreppten Gewände. Es könnte ebenfalls noch aus der Bauzeit stammen. Auffällig ist, dass an der Südwand im oberen, westlichen Bereich deutlich größere Feldsteine verbaut wurden, die teilweise behauen sind.
Das Kirchenschiff hat ebenfalls einen rechteckigen Grundriss. An der Nordseite sind zwei hohe Rundbogenfenster, die sich annähernd über die gesamte Höhe der Langwand erstrecken. Im mittleren Bereich sind große Feldsteinquader verbaut, die lagig geschichtet und behauen wurden. Am Übergang zum Chor verlaufen die Linien. Am Übergang zum Westturm sind zwei übereinander angeordnete Rundbogenfenster. Zwischen den beiden Fenstern ist eine verputzte Stelle zu sehen. Es ist daher denkbar, dass diese Änderung mit dem Einbau einer Empore vorgenommen wurde, um den darunterliegenden Bereich besser auszuleuchten. Die südliche Wand des Kirchenschiffs wird von einer großen Rundbogenpforte geprägt. Ihre Gewände sind insbesondere im oberen Bereich sorgfältig behauen. Darüber ist leicht nach Osten ausmittig ein gedrückt-segmentbogenförmiges Fenster. Eine weitere Pforte befindet sich im westlichen Bereich, darüber eine hochrechteckige und schmale Öffnung, die aus der Bauzeit stammen könnte. Schiff und Chor tragen ein schlichtes Satteldach mit Biberschwanz. Die Kirchengemeinde beschreibt in einem Kirchenführer eine „beeindruckende Raumwirkung“, die durch die klare Gliederung des Raumes hervorgerufen werde.
Darüber erstreckt sich der Westturm, der an der Westseite von einem mächtigen Strebepfeiler mit Pultdach gestützt wird. In seinem unteren Bereich ist er fensterlos; die Westwand wurde in der unteren Hälfte aus sorgfältig behauenen Steinen errichtet. Mittig sind Ausbesserungsarbeiten aus Mauerstein erkennbar. Möglicherweise befand sich hier zu einer früheren Zeit eine Öffnung. Der darüberliegende spätgotische Baukörper entstand aus unbehauenen und nicht lagig geschichteten, deutlich kleineren Feldsteinen. Im Glockengeschoss sind an der West- und Ostseite zwei, an der Nord- und Südseite je eine bogenförmige Klangarkade. Darauf sitzt das querrechteckige Satteldach, dessen Giebel aus Fachwerk errichtet wurden.

## Ausstattung

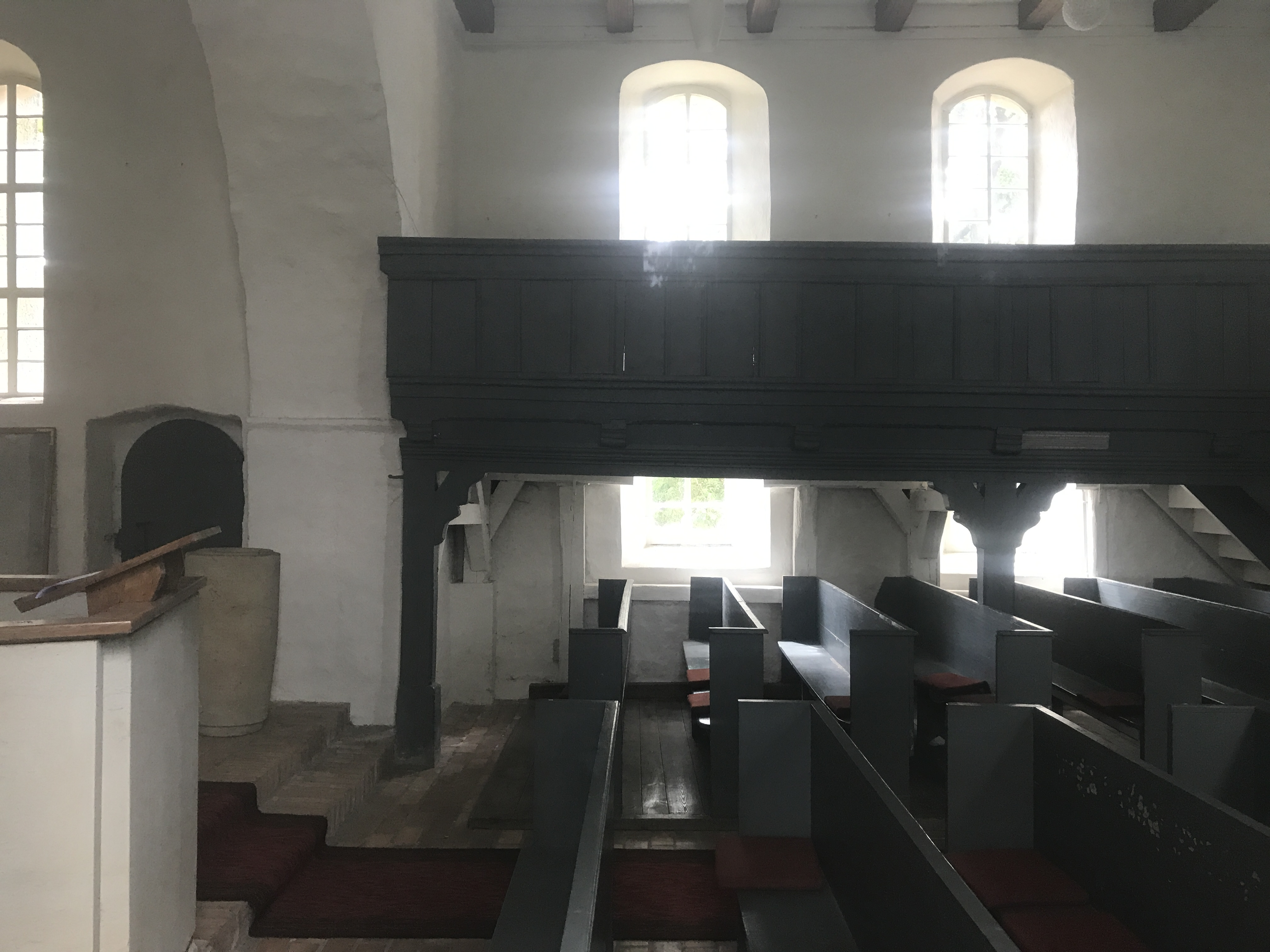
Blick ins Kirchenschiff

Die Kirchenausstattung wurde im Wesentlichen in den Jahren 1709 bis 1713 angeschafft, darunter auch das Gestühl sowie die Westempore. Das Bauwerk ist in seinem Innern flach gedeckt und hat einen spitzbogigen Triumphbogen.
Die Orgel ist ein Werk von Friedrich August Moschütz aus dem Jahr 1844 in einem Gehäuse von 1778 mit neun Registern auf einem Manual und Pedal.
Südlich der Kirche erinnert ein Mahnmal an die Gefallenen aus den Weltkriegen.